# Consola del sistema

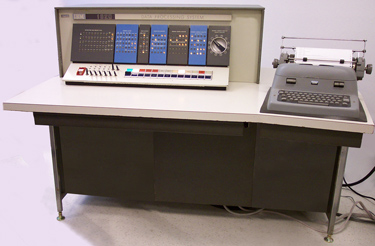
Consola IBM 1620, amb màquina d'escriure i panell frontal

La consola del sistema, consola root, consola de l'operador o simplement consola és el dispositiu d'entrada i visualització de text per als missatges d'administració del sistema, especialment els de la BIOS, UEFI o el carregador d'arrencada, el nucli, des del sistema d'inici i des del syslog. És un dispositiu físic format per un teclat i una pantalla, i tradicionalment és un terminal de text, però també pot ser un terminal gràfic. Les consoles del sistema estan generalitzades com terminals d'ordinador, que són abstractes respectivament per consoles virtuals i emuladors de terminals. Avui dia, la comunicació amb les consoles del sistema es fa generalment de manera abstracta, a través dels fluxos estàndard (stdin, stdout i stderr), però pot haver-hi interfícies específiques del sistema, per exemple les utilitzades pel nucli del sistema.

## Intèrpret de línia d'ordres

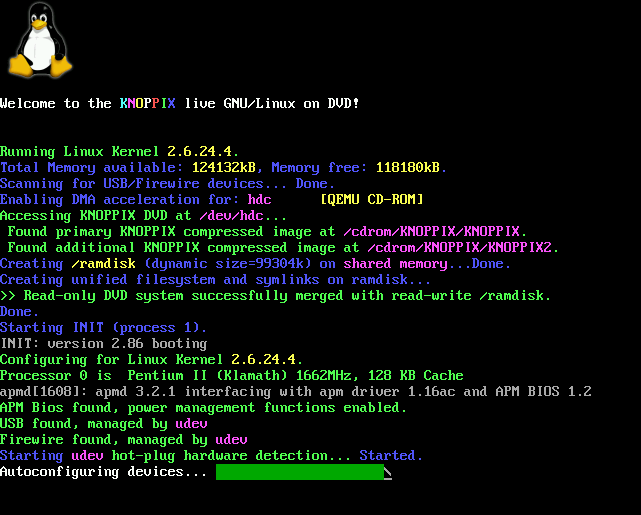
Consola del sistema Knoppix que mostra el procés d'arrencada

La interfície entre la màquina (ordinador) i l'usuari del dispositiu d'entrada/sortida (teclat, màquina d'escriure) va ser formada per l'intèrpret de línia d'ordres a través de la línia que comença una màquina d'escriure després d'un retorn de carro i un avanç de línia. Allà l'ordinador ofereix els seus serveis a través d'una cadena de caràcters a una indicació. L'usuari pot introduir la seva ordre. Això s'executa i, quan s'ha fet, l'ordinador imprimeix el resultat de l'ordre i torna a imprimir el seu indicador o "prompt".
Normalment és possible iniciar sessió des de la consola. Depenent de la configuració, el sistema operatiu pot tractar una sessió d'inici de sessió des de la consola com a més fiable que una sessió d'inici de sessió d'altres fonts.

### Unix
Aquest intèrpret de línia d'ordres es pot entendre com un precursor de les intèrprets d'ordres Unix. Els dispositius tty que es troben a la branca del directori d'una màquina Unix sota /dev/ històricament tornen directament a la consola.

### MS DOS
El signe de vida de l'intèrpret de línia d'ordres COMMAND. COM és originalment un indicador C > (la sortida es pot controlar mitjançant una variable d'entorn.) Introduir l'ordre dir llista el contingut del directori actual. MS-DOS amb la combinació de CTL+ALT+P, canvia la sortida estàndard a la impressora (de manera útil una impressora basada en línia, com ara una impressora matricial o de roda de margarida). També és possible treballar sense pantalla.
El dispositiu que s'utilitza s'anomena Console. Aquest és un nom propietari de MS-DOS i de totes les versions de Windows; l'intent d'anomenar un fitxer o directori en contra provoca immediatament la protesta del sistema operatiu, "el nom del dispositiu especificat no és vàlid" (Windows 10).

## Història
Es va utilitzar una consola del sistema en ordinadors antics i a. format per una màquina d'escriure (màquina d'escriure modificada); el teclat s'utilitza per a l'entrada, la funció d'impressora per a la sortida.
Abans del desenvolupament de consoles del sistema CRT alfanumèriques, la majoria d'ordinadors com l' IBM 1620 tenien màquines d'escriure de consola i panells frontals, mentre que el primer ordinador programable, el Manchester Baby, utilitzava una combinació d'interruptors electromecànics i un CRT per proporcionar funcions de consola: el CRT. mostrant el contingut de la memòria en binari reflectint la memòria RAM basada en CRT del tub Williams-Kilburn de la màquina.

### Friden Flexowriter

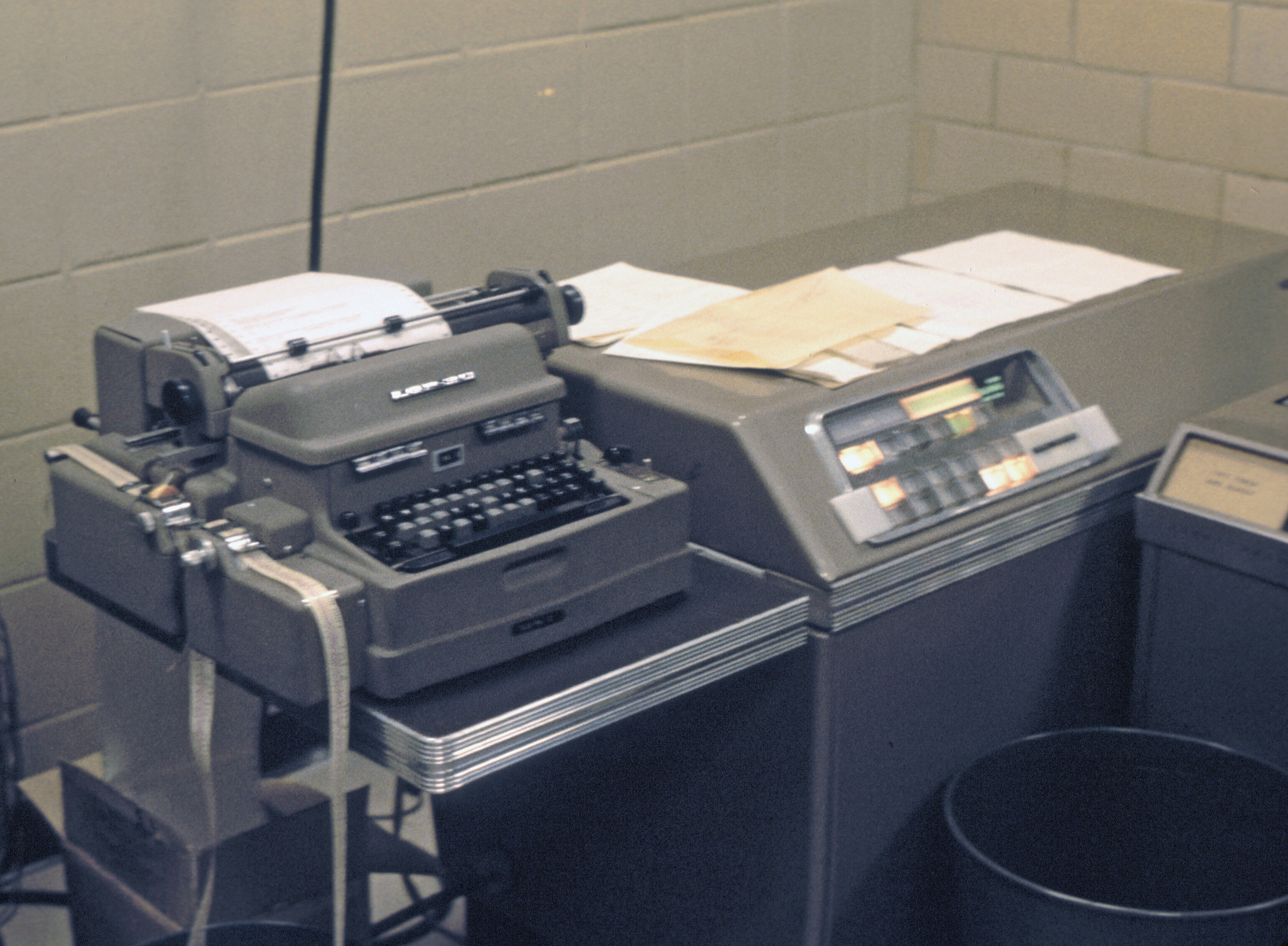
LGP-30 al Manhattan College el 1965

Un exemple d'aquestes màquines és la Friden Flexowriter.
| « | « La característica important va ser la possibilitat de controlar per cable les tecles premudes o el perforador de cinta de paper. Això va fer que els flexowriters s'utilitzessin en la majoria d'ordinadors (americans) als anys 50 i la primera meitat dels 60 com a dispositiu perifèric, especialment com a màquina de consola. Aquest és el cas de la LGP 30 al Museu d'Informàtica. Només a partir de mitjans dels anys 60 van ser desplaçats pels Teletype ASR-33 » | » |

En termes pràctics, això vol dir que es tractava d'una màquina d'entrada/sortida, codificada de 6, 7 o 8 bits (amb cinta perforada), que també es podia connectar a l'ordinador sense cinta perforada (existia la interfície adhoc).
Per descomptat, els lectors de cinta perforada opcionals augmentaven les possibilitats, ja que afegeixen funcions d'entrada i sortida addicionals. dispositius de sortida representats. El conjunt de caràcters ASCII es remunta a aquestes màquines.

### Teletype

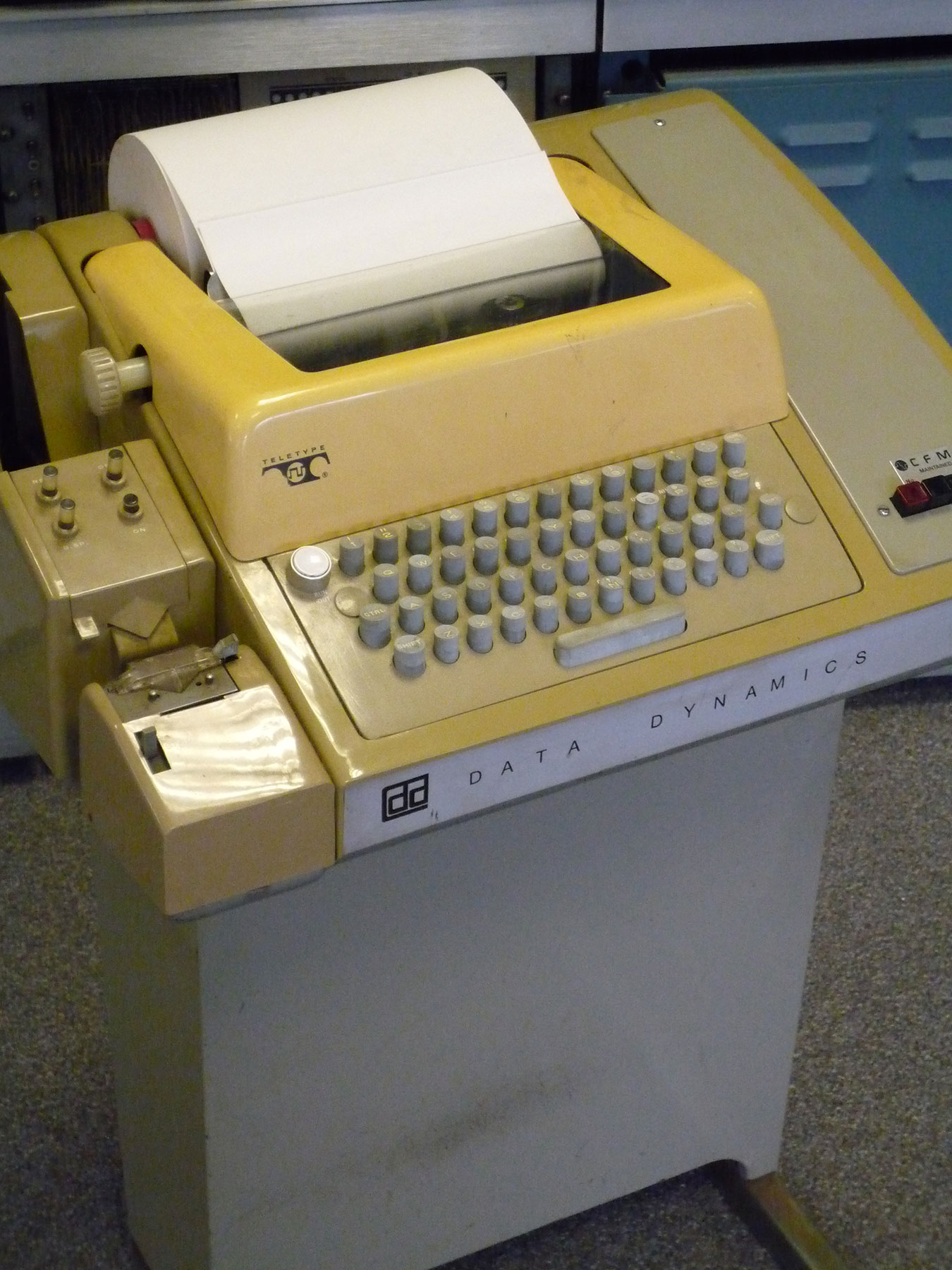
Teletype ASR-33

Les teleimpressores, teletips en anglès (abreviatura: TTY), s'utilitzaven sovint; el bucle de corrent de 40 mA permetia una longitud de cable de diversos centenars de metres amb un parell de cables així com una possible connexió a la xarxa Telex. El desavantatge al principi era el conjunt de caràcters limitat a causa de la codificació de 5 bits (sense majúscules i minúscules, sense accents), que va ser arreglat amb el Teletype ASR-33 de 7 bits.

## Interruptors KVM
En ordinadors i estacions de treball, el teclat i el monitor connectats a l'ordinador tenen la funció equivalent. Com que el cable del monitor transporta senyals de vídeo, no es pot estendre gaire lluny. Sovint, per tant, les instal·lacions amb molts servidors utilitzen multiplexors de teclat/vídeo (interruptors KVM) i possiblement amplificadors de vídeo per centralitzar l'accés a la consola. En els darrers anys, s'han fet disponibles dispositius KVM/IP que permeten a un ordinador remot visualitzar la sortida de vídeo i enviar l'entrada del teclat a través de qualsevol xarxa TCP/IP i, per tant, d'Internet.